# El beso (pintura de Edvard Munch)
El Beso es una pintura al óleo sobre lienzo hecha por el artista simbolista noruego Edvard Munch en 1897. Es parte de su serie El friso de la vida, la cual representa las etapas de la relación entre hombres y mujeres. El Beso es la materialización de un motivo con el cual Munch había experimentado desde 1888/1889: la pintura muestra a una pareja besándose, sus caras fusionándose en una sola en una simbólica representación de su unidad. Esta obra fue exhibida desde 1903 y actualmente se encuentra en el Museo Munch, en Oslo.

## Descripción
El Beso es una pintura en óleo sobre lienzo, que mide 81 x 99 cm. En ella, se muestra a una pareja en la oscuridad, con sólo un rayo de luz atravesando una ventana que se encuentra en su mayoría cubierta por una cortina. Las figuras se abrazan mientras aparentemente se fusionan en una sola, sus caras se unen en una forma sin facciones. La crítica de arte Roberta Smith menciona que Munch eligió "pinceladas largas y de alguna manera toscas, que parecían trazos más manchados que pintados".
La pintura, aunque algo más simple, es similar a otra obra con el mismo tema que Munch produjo en ese periodo.

## Trasfondo

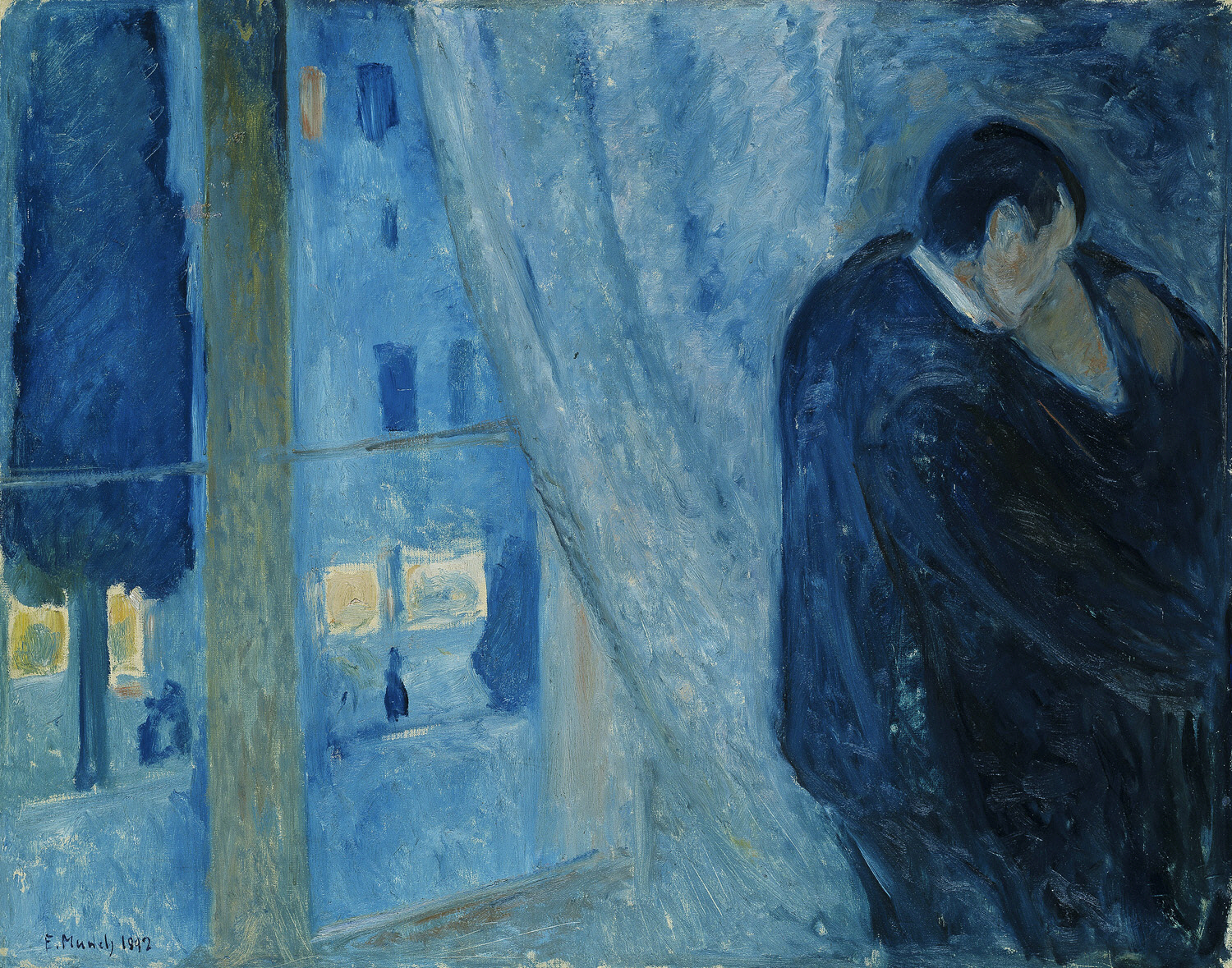
Beso en la ventana (1892), materialización anterior del motivo del "beso".

El simbolista noruego Edvard Munch (1863–1944), lidió con enfermedad, padecimiento mental y muerte en su familia, así como con un padre estricto y extremadamente religioso. Durante su vida, experimentó decepciones amorosas y padeció de una salud débil, causándole ataques de melancolía. Munch también se convirtió en alcohólico. El artista jamás se casó. Esto influenció su producción artística y los estados emocionales de sus pinturas. "La mayoría de los personajes de Munch", escribe Roberta Smith, "no están locos, sino paralizados por sentimientos abrumadores como aflicción, envidia, deseo o desesperación que muchas personas encontraron escandalosos ya fuera por su erotismo, su estilo crudo o sus referencias sobre la inestabilidad mental". Aunque estremecedoras, sus pinturas están caracterizadas por una honestidad emocional e integridad que las hace emocionantes.
Munch experimentó con el motivo de una pareja besándose, ambos en pintura y grabados sobre madera, desde 1888 y 1889. En las múltiples realizaciones de este motivo existe un contraste entre el mundo dentro y fuera de la habitación en donde la pareja se encuentra. El mundo exterior aparece vibrante y vivaz, mientras que el interior de la habitación es atemporal; la pareja paralizada en su abrazo. En este motivo, la forma abstracta de la pareja en la que las caras de ambos parecen estar fusionadas en una sola, indica su sentido de pertenencia y unión. Versiones posteriores del motivo no sólo mostraban las caras fusionadas, sino también sus cuerpos. El motivo era parte de una serie que Munch llamó El friso de la vida, a la cual dedicó más de 30 años de su carrera. El ciclo representa las etapas de la relación entre hombres y mujeres, y es parte de lo que Munch llamaba "la batalla entre hombres y mujeres llamada amor". La serie incluye interpretaciones de la atracción, el cortejo, la materialización y la decepción.

## Análisis

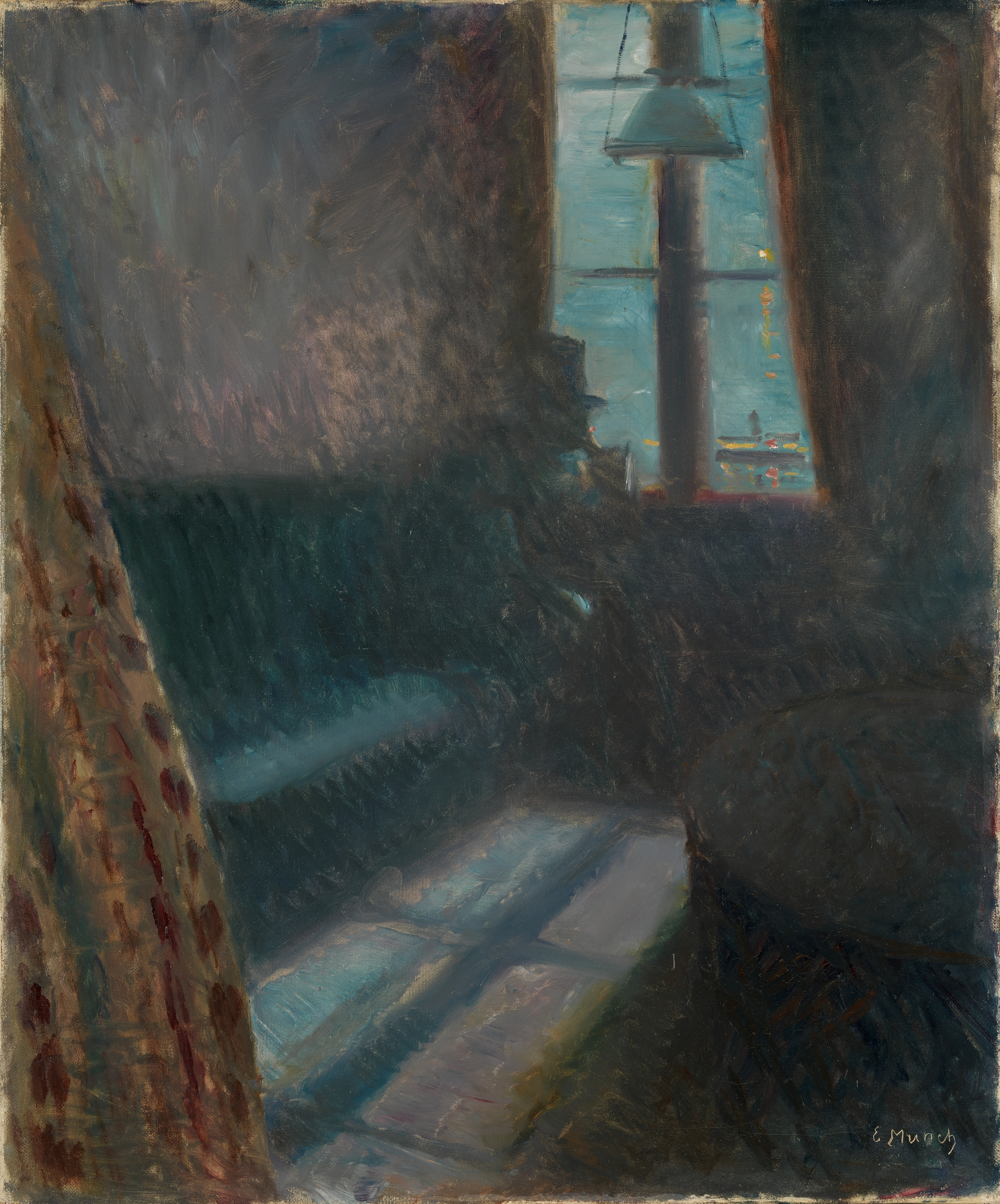
Noche en Saint-Cloud (1890)

De acuerdo al Museo de Arte Moderno (MoMa), el ambiente oscuro en El Beso es representativo de la ambivalencia de Munch en relación con el romance. En la pintura de 1897, el historiador del arte Reinhold Heller considera "virtualmente imposible" separar las dos figuras, particularmente donde sus caras se unen y se transforman en una. Considera que la representación de los amantes simboliza su unidad y al mismo tiempo representa una amenazante "pérdida de individualidad, la pérdida de la existencia e identidad propia" lo que hace referencia a la muerte.
El autor Stanisław Przybyszewski (1868–1927) criticó la fusión de las caras, encontrándolas "parecidas a una oreja gigante...sorda en el éxtasis de la sangre". El escritor August Strindberg (1849–1912) emitió una opinión similar, escribiendo que la pareja se vuelve "una fusión de dos seres, de los cuales el más pequeño, en forma de carpa, parece estar listo para devorar al más grande".
Debido a la similitud de la habitación en El Beso con la propia de Munch, como se representa en Noche en Saint-Cloud, el crítico del arte Ulrich Bischoff considera que la pintura contiene un elemento autobiográfico.

## Origen
El Beso fue exhibida en 1903 en el programa de Munch El despertar del amor, junto con una copia de su Madonna. La pintura es actualmente parte de la colección del Museo Munch en Oslo, Noruega, el cual está dedicado a Munch y sus obras.